# Patissodes fulvinotata
Patissodes fulvinotata là một loài bướm đêm trong họ Crambidae.